# Stanko Vraz

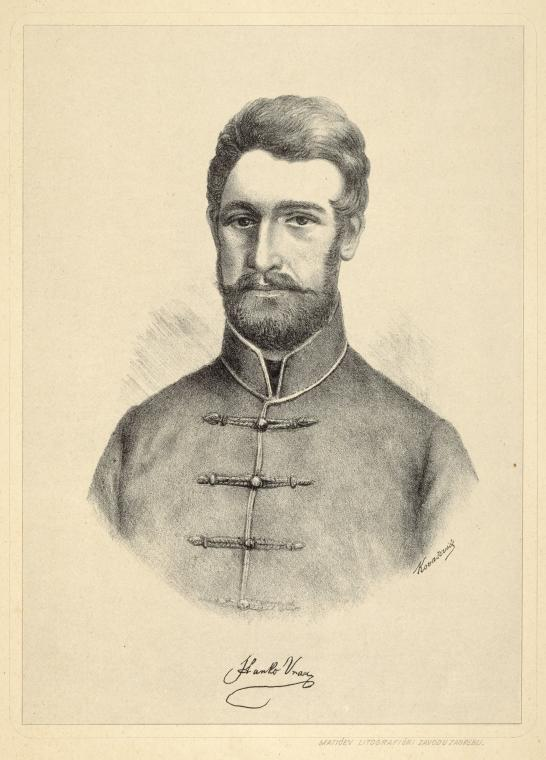
Stanko Vraz

Stanko Vraz, ook Stanko Fras (Cerovec bij Ormož, 30 juni 1810 - Zagreb, 20 mei 1851) was een Sloveens en Kroatische etnoloog en dichter. Hij dichtte aanvankelijk in zijn eigen Stiermarkse dialect, later in het Kroatisch. Hij geldt als een grondlegger van de Kroatische poëzie.
Vraz zette zich af tegen de vorming van een gestandaardiseerde Sloveense schrijftaal. Net als de Karinthische Slovenen Matija Majar en Urban Jarnik en de Kroaat Ljudevit Gaj hing Stanko Vraz het panslavistische illyrisme aan, een Romantische theorie die alle Zuid-Slaven wilde samensmeden tot een volk en als aanloop daarop streefde naar de vorming van een gezamenlijke taal voor alle Slovenen, Kroaten, Serven en Bulgaren. Vraz en zijn medestanders waren afkomstig uit de kroonlanden Karinthië en Stiermarken, waar de Slovenen alleen in het zuiden een meerderheid vormen - in totaal vormden de Duitstaligen de meerderheid. Panslavistische ideeën waren voor Vraz c.s. dan ook een verdedigingsstrategie tegen de oprukkende germanisering. De tegenstanders van illyristische en aanverwante theorieën (en voorstanders van de vorming van een zelfstandige Sloveense standaardtaal) waren vooral te vinden in Krain, het enige kroonland waar de Slovenen de overgrote bevolkingsmeerderheid vormden. Met name France Prešeren verzette zich tegen de opvattingen van Vraz. De discussie werd eerst beëindigd door het vertrek van Vraz naar Zagreb en zijn ondubbelzinnige keuze voor een schrijftaal, waarin hij afstand nam van het Krainse Sloveens van Prešeren en Čop.
In 1839 gaf Vraz verzamelde volksliederen uit Stiermarken, Krain en Karinthië uit, waarbij hem onder meer Matija Majar behulpzaam was geweest. Deze uitgave was gedrukt in het "gajica", een door Ljudevit Gaj ontwikkeld nieuw alfabet, dat zich in de jaren 1840 in Slovenië (en Kroatië) zou doorzetten ten koste van het tot dan gebruikte Bohorič-schrift. In de lente van 1841 reisde Vraz met Ismail Ivanovitsj Sreznjevski naar Val di Resia (Sloveens: Rezija), waar het meest westelijk gelegen Sloveens werd gesproken; zij beschreven er voor het eerst het Reziaans, de gebruiken en taalkundige bijzonderheden. 
Vanaf 1841 gaf Vraz met de Kroaten Ljudevit Vukotinović en Dragutin Rakovac het tijdschrift Kolo uit. Het blad probeerde typisch Slavische en "Illyrische" kenmerken uit de literatuur en dichtkunst te destilleren. Voor de literatuurkritiek is Kolo van belang, omdat het blad Europese criteria voor de bespreking van proza en poëzie in Kroatië introduceerde. 
Stanko Vraz is de bedenker van de naam voor de Sloveense stad Maribor. De Sloveense stadsbewoners noemden Maribor van oudsher Marporg, afgeleid van het middeleeuwse Markporch, het Duitstalige Marburg. De suggestie om de stad Maribor te noemen verdedigde Vraz in 1836, en raakte in de 20e eeuw ingeburgerd. 
Het geboortedorp van Vraz, Cerovec, heette enige tijd "Cerovec Stanka Vraza". Het ligt in de deelraad Ivanjkovci in de gemeente Ormož. 

## Werk
- Djulabije (1837 in het Sloveense tijdschrift Danica, 1840 zelfstandige uitgave)
- Gkasi iz dubrave žeravinske (1841)
- Guslie i tambura (1845)
- Verzameld Werk en Correspondentie, 5 delen, Zagreb 1863-1877

- Bibsys: 3045275
- Bibliothèque nationale de France: cb10690571z (data)
- Gemeinsame Normdatei: 121867420
- International Standard Name Identifier: 0000 0001 1067 4090
- Library of Congress Control Number: n84121941
- Nationale Bibliotheek van Tsjechië: js2006349851
- Nationale Bibliotheek van Israël: 987007278690405171
- Nederlandse Thesaurus van Auteursnamen: 068097662
- Système universitaire de documentation: 077921194
- Virtual International Authority File: 63996372
- WorldCat: E39PBJrGvj7mVRvpt3f4kfp3wC